# Plateau de Barkly
Pour les articles homonymes, voir Barkly.
 (février 2023).
Si vous disposez d'ouvrages ou d'articles de référence ou si vous connaissez des sites web de qualité traitant du thème abordé ici, merci de compléter l'article en donnant les références utiles à sa vérifiabilité et en les liant à la section « Notes et références ».

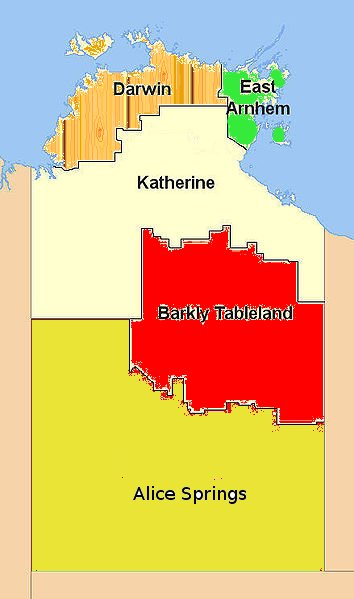
La région du plateau de Barkly (en rouge).

Le plateau de Barkly (5 900 habitants) est l'une des cinq régions du Territoire du Nord, en Australie. Il est situé dans la partie orientale du Territoire du Nord à l'ouest du Queensland et a une superficie de 283 648 km² soit 21 % du Territoire du Nord.

## Géographie
Ce plateau dépasse les 300 mètres d'altitude près de la frontière du Queensland. La rivière Georgina prend sa source sur le plateau. Le lac Tarrabool, le plus grand marais des régions tropicales boisées Australie lorsqu'il est complètement rempli, est situé dans l'ouest du plateau. La plus grande partie du plateau est recouverte d'une terre noire. Les pluies sont sujettes à des fluctuations saisonnières extrêmes. La «saison des pluies» a lieu de novembre à mars, au cours de l'été. 

## Géographie physique
Le plateau de Barkly fait partie de la zone du plateau ouest avec le plateau de Mueller et le plateau de Sandover-Pituri. 
Pseudantechinus mimulus est un petit marsupial carnivore que l'on trouve uniquement dans un certain nombre de petits sites isolés dans le nord de l'Australie, notamment la station d'Alexandrie.

## Histoire
William Landsborough a découvert et nommé le plateau d'après Sir Henry Barkly, gouverneur du Victoria. 
En 1877, les explorateurs Nathaniel Buchanan et Sam Croker ont traversé le plateau Barkly à cheval et ont ouvert de nouvelles terres à la colonisation. 
Le plateau de Barkly a une économie diversifiée avec l'agriculture, la pêche. La région attire en moyenne plus de 140 000 touristes chaque année. 
La région comprend certaines des meilleures zones de pâturage pour les bovins de tout le territoire. Les principales stations du plateau sont Alexandrie Station, Anthony Lagoon, Austral Downs, Avon Downs, Banka Banka, Brunette Downs, Creswell Downs, Eva Downs, Helen Springs, Newcastle Waters et Lake Nash. 
La région de Barkly a la plus faible population de toutes les régions du Territoire du Nord, avec un peu plus de 5900 personnes. La plupart vivent dans les villes de Tennant Creek et Renner Springs qui, à elles deux, regroupent la moitié de la population de la région. 